# Зорька (Новосибирская область)
Зорька — исчезнувшая деревня в Усть-Таркском районе Новосибирской области. Входила в состав Побединского сельсовета. Снят с учета 01.12.1977 г.
решением Новосибирского облсовета народных депутатов № 799 от 01.12.1977 г.

## География
Располагалась в 23 км к северо-востоку от села Резино, у озера Малый Бахтай.

## История
Основана в 1913 г. В 1928 г. посёлок Богатовка состоял из 40 хозяйств. В составе Никитинского сельсовета Еланского района Омского округа Сибирского края. Позже посёлок становится 4-й фермой совхоза Козинский. Решением Усть-Таркского райисполкома от 29.12.1959 г. № 365 поселку фермы № 4 Козинского совхоза присвоено название Зорька.

## Население
По переписи 1926 г. в посёлке проживало 205 человек (110 мужчин и 95 женщин), основное население — русские